# 에이블뉴스
에이블뉴스는 2002년 12월 1일에 창간한 대한민국의 장애 전문 인터넷 언론이다. 2003년 1월부터 몇 년간 종이신문을 발행하기도 했다.

## 내용
대한민국의 ‘대표적 인터넷 독립언론’ 중 하나이다. 또한 기획특집 및 칼럼니스트 제도를 운영하고 있다.

## 주
1. ↑  “장애인활동보조서비스 갈등에 관한 에이블뉴스 보도 내용분석”. 《사회복지연구》 45 (3): 97-125. doi:10.16999/kasws.2014.45.3.97.